# Ichalkaranji
Ichalkaranji es una ciudad y  municipio situada en el distrito de Kolhapur en el estado de Maharashtra (India). Su población es de 287353 habitantes (2011), y 325499 habitantes incluyendo su área metropolitana. Se encuentra a 389 km de Bombay.

## Demografía
Según el censo de 2011 la población de Ichalkaranji era de 287353 habitantes, de los cuales 149164 eran hombres y 138189 eran mujeres. Ichalkaranji tiene una tasa media de alfabetización del 85,98%, inferior a la media estatal del 82,34%: la alfabetización masculina es del 90,53%, y la alfabetización femenina del 81,08%.